# Archidiocèse de Kasama
L'archidiocèse métropolitain de Kasama est un des deux archidiocèses du Zambie. Son siège est à Lilongwe.
Les évêchés suffragants sont Mansa (en) et Mpika (en). 

## Histoire
Le vicariat apostolique de Bangueolo fut érigé le 28 janvier 1913, puis changea de nom pour prendre celui de Kasama le 10 juillet 1952.
Le 23 avril 1959, le vicariat devint un diocèse, avant d'être élevé au rang d'archidiocèse le 12 juin 1967.